# Rámon Pacheco
Rámon Pacheco, čilenski pisatelj, * 1845, † 1888.

## Dela
- Bodalo in hudič
- Jezuitsko podzemlje
- Roman starca
- Generalica Bernarda